# Dave Foley (attore)
David Scott Foley (Toronto, 4 gennaio 1963) è un attore e doppiatore canadese.

## Biografia
David Scott Foley nasce a Toronto il 4 gennaio del 1963.
Inizia ad andare ad una scuola di commedia, insieme ad altri attori, come Kevin McDonald.

### Vita privata
David Scott Foley si è sposato due volte: prima con la scrittrice Tabitha Southey, dal 1991 al 1997 dalla quale ha avuto due figli, Edmund (1991) e Basil Patrick (1995) che hanno il cognome della madre; poi dal 2002 al 2008 con l'attrice Crissy Guerrero dalla quale ha avuto una figlia, Alina (2003), anch'essa attrice.

## Filmografia parziale

### Attore

#### Cinema
- Sbucato dal passato (Blast from the Past), regia di Hugh Wilson (1999)
- Le ragazze della Casa Bianca (Dick), regia di Andrew Fleming (1999)
- La truffa perfetta (Swindle), regia di K.C. Bascombe (2002)
- Sky High - Scuola di superpoteri (Sky High), regia di Mike Mitchell (2005)
- Postal, regia di Uwe Boll (2007)
- Suck, regia di Rob Stefaniuk (2009)
- Mordimi (Vampires Suck), regia di Jason Friedberg e Aaron Seltzer (2010)
- Ricomincio da me (Second Act), regia di Peter Segal (2018)
- Space Cadet, regia di Liz W. Garcia (2024)

#### Televisione
- The Kids in the Hall – serie TV, 105 episodi (1988-2011)
- Will & Grace – serie TV, 5 episodi (2004)
- Scrubs - Medici ai primi ferri – serie TV, episodi 5x13, 6x04 (2006-2007)
- Robson Arms – serie TV, 5 episodi (2008)
- Kids in the Hall: Death Comes to Town, regia di Kelly Makin – miniserie TV (2010)
- Hot in Cleveland – serie TV, 18 episodi (2010-2015)
- C'è sempre il sole a Philadelphia (It's Always Sunny in Philadelphia) – serie TV, episodi 6x08-6x09-9x02 (2010-2013)
- Desperate Housewives – serie TV, episodio 7x14 (2011)
- How I Met Your Mother – serie TV, episodio 6x24 (2011)
- How to Be a Gentleman – serie TV, 9 episodi (2011-2012)
- The Middle – serie TV, 7 episodi (2012-2018)
- Spun Out – serie TV, 26 episodi (2014-2015)
- Dr. Ken – serie TV, 44 episodi (2015-2017)
- Young Sheldon – serie TV, episodi 4x07-6x09-6x11 (2021-2023)
- Super PupZ – serie TV, 10 episodi (2022)
- Fargo – serie TV, 8 episodi (2023-2024)

### Doppiatore
- A Bug's Life - Megaminimondo (A Bug's Life), regia di John Lasseter (1998)
- South Park - Il film: più grosso, più lungo & tutto intero (South Park: Bigger, Longer & Uncut), regia di Trey Parker (1999)
- Toy Story 2 - Woody e Buzz alla riscossa (Toy Story 2), regia di John Lasseter (1999)
- Cars - Motori ruggenti (Cars), regia di John Lasseter (2006)
- Monsters University, regia di Dan Scanlon (2013)
- Centro feste (Party Central), regia di Kelsey Mann (2014) - cortometraggio
- Onward - Oltre la magia (Onward), regia di Dan Scanlon (2020)

## Doppiatori italiani
Nelle versioni in italiano delle opere in cui ha recitato, Dave Foley è stato doppiato da:
- Oreste Baldini in Scrubs - Medici ai primi ferri
- Mino Caprio in Will & Grace
- Manfredi Aliquò in On the Line
- Roberto Certomà in Monkeybone
- Fabrizio Manfredi in Desperate Housewives
- Luca Dal Fabbro in The Middle
- Franco Mannella in Fargo
- Ambrogio Colombo in Space Cadet

Come doppiatore è stato sostituito da:
- Massimiliano Manfredi in A Bug's Life - Megaminimondo, Toy Story 2 - Woody e Buzz alla riscossa, Cars - Motori ruggenti
- Fabrizio Biggio in Monsters University